# Саобраћај у Нишу
Ниш, са 272.818 становника је највећи град у југоисточној Србији и има релативно добро развијен саобраћај и јавни превоз, градски и приградски.

## Градски превоз (зоне I и II)
Јавни градски превоз у Нишу обухвата превоз аутобусима. Спомиње се враћање је трамваја (трамваји су саобраћали на линији Железничка Станица—Нишка Бања), а укинути су у августу 1959. године.
Превозна возила су у власништву Ниш-Експреса или приватних предузећа, која су укључена у превоз средином 2005. године. Сви превозници имају јединствени систем карата, месечних или појединачних. Карте за једну вожњу се могу купити код кондуктера у возилу. Претплатне карте се продају на више пунктова у Нишу, наравно за повлашћене категорије путника. У градском и приградском превозу постоје три тарифне зоне.
Превозници у Нишу
Јавни превоз је организован преко 2 превозника:
- Ниш-Експрес
- Конзорцијум "Ласта", Београд и "Стрела", Обреновац

На нивоу града постоји 16 градских и 36 приградских линија. На свакој линији вози одређени превозник. Постоје и ноћне линије које су децембра 2009. године уведене пробно. Ноћни превоз се обавља по устаљеном реду вожње на линијама 1, 2, 4, 5, 6, 8, 9, 10, 13.
Градске линије у Нишу 
Линије које пролазе само кроз зону I:
- Линија 2 Бубањ—Доња Врежина (Превозник „Ниш Експрес")
- Линија 4 Бубањ—Чалије (Превозник „Ниш Експрес")
- Линија 5 Железничка станица—Сомборска (Превозник „Ниш Експрес")
- Линија 6 Железничка станица—Дуваниште (Превозник „Ниш-Експрес")
- Линија 8 Ново гробље—Габровачка река (Превозник „Ниш Експрес")
- Линија 9 Мокрањчева—Насеље Бранко Бјеговић (Превозник „Ласта")
- Линија 11 Медошевац—Дуваниште (Превозник "Ниш Експрес")
- Линија 12 Његошева—Доњи Комрен (Превозник „Стрела")
- Линија 13 Трг краља Александра—Булевар Немањића—Ћеле Кула—Улица Марина Држића (Превозник „Ласта")
- Линија 34 Кружна линија:Аеродром—Аутобуска станица—Железничка станица (Превозник „Ласта")

Линије које пролазе кроз зоне I и II:
- Линија 1 Миново насеље—Нишка Бања (Превозник „Ниш Експрес")
- Линија 3 Насеље Ратко Јовић—Брзи Брод (Превозник „Ниш Експрес")
- Линија 10 Ћеле Кула—Насеље Девети Мај (Превозник „Ниш Експрес")

## Возила у градском превозу
У граду саобраћају зглобна возила, соло возила и троосовинска воѕила.
Возила Ниш Експреса
- Mercedes-Benz Citaro (соло, троосовински и зглобан)
- Sеtra MultiClass (троосовински)
- MAN Lion's City (зглобан, троосовински и соло)
- NEOPLAN (соло и зглобан)
- Solaris Urbino 18 (зглобан)

Зглобна и троосовинска возила Ниш-Експрес саобраћају на градским линијама 1, 2, 6 и 10, a на градској линији 3 саобраћају троосовинска и соло возила, а на осталим градским линијама 8, 36, 11, 6А, 7, саобраћају соло возила.
Возила Конзорцијума "Ласте" и "Стреле"
- Темза (соло)
- Отокар (соло и минибус)
- Мерцедес Конекто (соло)

Возила Д. О. О Ласта и Д. О. О Стрела саобраћају на градским линијама 9, 12, 13.

## Приградски превоз (зоне I, II и III зоне)
Почетни терминус за све приградске линије је Приградско Аутобуска Станица — ПАС Ниш.
Линије које пролазе кроз зоне I и II:
- Линија 14 ПАС Ниш - Виник - Каменица - Бреница (Превозник „Стрела")
- Линија 15Л Трг краља Александра — Доњи Матејевац- Горњи Матејевац (Превозник „Стрела")
- Линија 17Л ПАС Ниш — Доња Врежина - Горња Врежина (Превозник „Ласта")
- Линија 22 ПАС Ниш — Габровац - Бербатово - Вукманово (Превозник „Ниш експрес")
- Линија 23 ПАС Ниш — Габровац - Бербатово (Превозник „Ниш експрес")
- Линија 23К ПАС Ниш — Габровац - Вукманово — Бербатово - Габровац - ПАС Ниш (Превозник „Ниш експрес")
- Линија 23Л ПАС Ниш — Габровац (Превозник „Ниш експрес")
- Линија 24 ПАС Ниш — Кованлук - Доње Власе (Превозник „Ниш експрес")
- Линија 25 ПАС Ниш — Доње Међурово — Чокот — Девети мај (Превозник „Ниш експрес")
- Линија 26 ПАС Ниш — Девети мај - Лалинац (Превозник „Ниш експрес")
- Линија 27А ПАС Ниш — Медошевац - Поповац - Трупале (Превозник „Ниш-Експрес")
- Линија 27Б Трг краља Александра — Медошевац - Поповац (Превозник „Ниш-Експрес")
- Линија 31 ПАС Ниш — Горњи Комрен - Хум (Превозник „Ласта")
- Линија 35 ПАС Ниш — Бубањ - Горње Међурово - Бубањ Село - Ледена Стена - ПАС Ниш (Превозник „Ниш експрес")
- Линија 35 ПАС Ниш - Ледена Стена - Бубањ Село - Горње Међурово - Бубањ - ПАС Ниш (Превозник „Ниш експрес")

Линије које пролазе кроз зоне I, II и III:
- Линија 14А ПАС Ниш — Виник - Каменица - Бреница - Церје (Превозник „Стрела")
- Линија 15 ПАС Ниш — Доњи Матејевац - Горњи Матејевац - Кнез Село (Превозник „Стрела")
- Линија 16 ПАС Ниш — Доња Врежина - Горња Врежина - Малча - Јасеновик — Врело (Превозник „Стрела")
- Линија 17 ПАС Ниш — Доња Врежина - Горња Врежина - Малча - Пасјача -Ореовац (Превозник „Стрела")
- Линија 18 ПАС Ниш — Нишка Бања - Просек - Сићево (Превозник „Ниш експрес")
- Линија 21Л ПАС Ниш — Нишка Бања - Јелашница (Превозник „Ниш експрес")
- Линија 28 ПАС Ниш — Медошевац - Поповац - Трупале - Вртиште (Превозник „Ниш-Експрес")
- Линија 28А Мезграја - Вртиште - Трупале - Поповац - Медошевац - ПАС Ниш (Превозник „Ниш-Експрес")
- Линија 28Б ПАС Ниш — Чамурлија - Горња Топоница - Мезграја (Превозник „Ниш-Експрес")
- Линија 29 ПАС Ниш — Горња Топоница — Мезграја — Д. Топоница - Доња Трнава - Горња Трнава (Превозник „Ниш-Експрес")
- Линија 29А ПАС Ниш]-Трупале-Вртиште—Мезграја —Доња Топоница-Доња Трнава-Горња Трнава(Превозник „Ниш-Експрес")
- Линија 30 ПАС Ниш — Горњи Комрен - Хум - Рујник - Лесковик (Превозник „Ласта")
- Линија 33 ПАС Ниш — Девети мај - Мрамор - Крушце - Лалинске Појате - Сечаница (Превозник „Ниш експрес")
- Линија 36Л ПАС Ниш — Девети мај - Мрамор - Мраморски Поток (Превозник „Ниш експрес")
- Линија 37 ПАС Ниш — Насеље Никола Тесла - Прва Кутина - Лазарево Село (Превозник „Ниш експрес")
- Линија 39 ПАС Ниш — Горња Топоница — Мезграја - Суповац — Сечаница (Превозник „Ниш експрес")
- Линија 19 ПАС Ниш — Нишка Бања - Јелашница - Куновица — Банцарево (Превозник „Ниш експрес")
- Линија 20 ПАС Ниш — Нишка Бања - Просек - Сићево - Островица - Равни До (Превозник „Ниш експр ес")
- Линија 20Л ПАС Ниш — Нишка Бања - Просек - Сићево - Островица (Превозник „Ниш експрес")
- Линија 21 ПАС Ниш — Нишка Бања - Јелашница - Чукљеник - Доња Студена - Горња Студена (Превозник „Ниш експрес")
- Линија 32 ПАС Ниш — Горња Топоница- Берчинац - Паљина - Миљковац - Вело Поље - Кравље (Превозник „Стрела")
- Линија 32Л ПАС Ниш — Горња Топоница- Берчинац - Паљина - Миљковац - Вело Поље - Палиграце (Превозник „Ласта")

## Линије које више нису у употреби
Линије које су укинуте, измењене или продужене:
- Линија 1 Нишка Бања—Ћеле-кула—Ледена Стена—Девети мај (подељена на линије 1 и 10)
- Линија 2А Бубањ—Чалије (већи део путање измењен)
- Линија 3 Мокрањчева—Насеље Ратко Јовић (укинута)
- Линија 7 Трг краља Александра Ујединитеља—Калач брдо (продужена)
- Линија 8 Трг краља Александра Ујединитеља—Ново гробље
- Линија 8П Трг краља Александра Ујединитеља—Паси Пољана
- Линија 9А Трг краља Александра Ујединитеља—Доњи Комрен (продужена)
- Линија 10 Трг краља Александра Ујединитеља—Габровачка река
- Линија 11 Трг краља Александра Ујединитеља—Медошевац (продужена до Дуваништа)
- Линија 12 Железничка колонија—Технички факултети (укинута)
- Линија 12Л Доњи Комрен—Маргер (укинута)
- Линија 13 Трг краља Александра Ујединитеља—Булевар Немаљића (продужена)

## Карте у градском и приградском превозу
Корисницима система јавног градскоог и приградског превоза на располагању су три врсте карата:
1. Полумесечне карте,
2. Месечне карте,
3. Појединачне карте.
Полумесечне и месечне карте у систему јавног превоза Града Ниша на располагању су следећим категоријама путника: запослени, ученици основних и средњих школа, студенти, пензионери и инвалиди рада од 5. до 9. категорије. При куповини месечних карата за запослене потребно је приложити легитимацију коју је издала ЈKП Дирекција за јавни превоз Града Ниша. При куповини месечних карата за субвенциониране категорије потребно је приложити легитимацију за субвенционирану вожњу коју је издала ЈKП Дирекција за јавни превоз Града Ниша. Појединачне карте се купују у возилу код кондуктера - кондуктерски систем наплате. У зависности од зоне (зонски систем карата) цена карте прогресивно расте.
Право на бесплатан превоз у систему јавног превоза града Ниша имају следеће категорије путника:
1. Труднице које имају пребивалиште на територији града Ниша,
2. Треће и свако наредно дете, дупли близанци и четворке које има пребивалиште на територији града Ниша,
3. Лица преко 70 година старости која имају пребивалиште на територији града Ниша, интерно расељена и избегла лица са пријавом боравишта на територији града Ниша,
4. Особе са инвалидитетом од 70% до 100% тел. оштећења које имају пребив. на територији града Ниша,
5. Добровољни даваоци крви који су дали крв 50 и више пута.
Документацију потребну за издавање претплатних и бесплатних карата можете погледати на сајту дирекције за Јавни превоз Града Ниша.
Надлежност
Надзор система јавног градског превоза путника спроводи Управа за комуналне делатности, енергетику и саобраћај Града Ниша, а у јулу 2011. године формирана је Дирекција за јавни превоз. Основна делатност ове дирекције је да врши контролу јавног градског превоза у Нишу, а при томе се мисли на контролу реализације полазака, тачности, редовности, карата.

## Међумесни аутобуски превоз
Град Ниш је повезан бројним линијама са свим градовима и местима у Србији и Европи. На међумесној аутобуској станици, која иначе поседује 18 перона, свакодневно се реализују поласци за скоро све градове у Србији. Међумесна аутобуска станица налази се у близини центра града. Интересантно је то, да на аутобуској станици у Нишу карту на шалтерима станице можете купити само за поласке Ниш-Експреса. За куповину карте за друге превознике (нпр. Ласта, Канис, Симплон...) се морате снаћи и пронаћи њихова представништва. Представништва ових и других превозника су у непосредној близини међумесне аутобуске станице. Највећи број полазака остварује превозник Ниш Експрес. Занимљиво је да се станична услуга у Нишу наплаћује у зависности од дестинација, односно од планиране пређене километраже. Препоручује се, да се пре великих државних и верских празника карте на време резервишу јер су гужве јако велике.
Непосредно поред међумесне аутобуске станице пролазе градске линије 3, 9, 12, 34. Одатле се линијом 34 може стићи до Главне железничке станице (смер А), односно до аеродрома (смер Б). До самог центра града може се стићи линијом 3.

## Међумесни железнички превоз
Главна железничка станица се налази у улици Димитрија Туцовића и у власништву је предузећа Железнице Србије. Налази се у ширем центру града и од центра је удаљена негде око 2 km. Са станице, која има 6 колосека, се свакодневно реализују поласци за Скопље, Софију, Истанбул и Солун. Постоји и сасвим скроман број полазака за Београд, Зајечар, Куршумлију, Прешево. Велики проблем је тај што популарност железничког саобраћаја опада па су и поласци самим тим све нередовнији. Разлози за опадање популарности су непоузданост, нередовност и дугог путовања. Поред главне станице град Ниш има и станице/стајалишта: Црвени Крст, Палилула, Ћеле Кула, Нишка Бања, Пантелеј и Ниш ранжирну-Поповац. На овим станицама/стајалиштима стају само путнички возови.
Непосредно поред Главне железничке станице пролазе градске линије 1, 5, 6, 10, 34, 36. Све линије осим 34 и 36 саобраћају до центра града. Одатле се линијом 34 (смер Б) може најбрже стићи до међумесне аутобуске станице и до аеродрома. Линије 34 и 36 путнике превозе до Трга краља Александра, који се налази недалеко од центра града.

## Авиопревоз
За време бомбардовања (1999 год.) овај аеродром је претрпео велика оштећења. Аеродром Константин Велики се налази у северозападном делу града, а административно припада градској општини Црвени Крст.
Са овог аеродрома се може летети до 11 аеродрома у Европи са четири авио-компаније за путнички саобраћај: Виз Ер, Рајанер, Германија Флуг и Швајцарске Интернационалне Авио-линије (Wizzair, Ryanair, Germania Flug, Swiss International Air Lines). Аеродром спада у најразвијеније и региону и други је најзначајнији аеродром у Србији након београдског.
До аеродрома се може допутовати кружном линијом 34.